# Bulbophyllum monstrabile
Bulbophyllum monstrabile là một loài phong lan thuộc chi Bulbophyllum.